# Archibald Joyce
Pour les articles homonymes, voir Joyce.
Archibald Joyce (né le 25 mai 1873 et mort le 22 mars 1963) est un chef d'orchestre anglais de la période edwardienne. L'orchestre de salon qu'il dirige est si connu qu'il est surnommé le English Waltz King, le « Roi anglais de la valse », dirigeant le « premier orchestre moderne dansant d'Angleterre ».

## Œuvres
Ses valses les plus populaires sont Dreaming, accompagnées des paroles de Earl Carroll introduites aux États-Unis par Kitty Gordon et la comédie musicale de Olivier Morosco Pretty Mrs Smith (1913), Songe d'automne et A Thousand Kisses dont s'est servi Charlie Chaplin dans la bande originale de son film muet La Ruée vers l'or.
Il existait alors une façon de se faire connaître du public, c'était d'arriver à placer une de ses œuvres dans une revue. Ainsi, sa pièce Vision of Salome (1909) fait partie de Follies of 1910 de Florenz Ziegfeld Jr's. La pièce Songe d'automne fait partie du répertoire des orchestres de la White Star Line, notamment sur le Titanic.

## Source de traduction
- (en) Cet article est partiellement ou en totalité issu de l’article de Wikipédia en anglais intitulé « Archibald Joyce » (voir la liste des auteurs).